# Талгар
Талга́р (каз. Талғар / Talğar) — город районного значения, административный центр Талгарского района Алматинской области Казахстана.
Расположен на северных склонах Заилийского Алатау, в 25 км к востоку от Алматы.
Талгарский район — один из самых живописных районов Алматинской области. Его площадь — 3700 км². Он занимает большую часть территорий Государственного Иле-Алатауского национального парка (в пределах горного массива Заилийский Алатау) и имеет выход к береговой линии Капчагайского водохранилища.

## География
Административный центр Талгарского района раскинулся в юго-восточной части отрогов Заилийского Алатау, в межгорной Илийской долине на высоте около 1 000 метров над уровнем моря. Талгар находится на одной параллели с такими известными городами, как Гагры и Владивосток. Через город проходит автотранспортная магистраль республиканского значения, соединяющая г. Талгар с г. Алма-Ата протяжённостью 25 км. Сообщение села[какого?] с другими городами осуществляется автомобильным, железнодорожным, воздушным транспортом через г. Алма-Ата. В 55 км к юго-западу находится средневековое городище Жаксылык. Кадастровый код 057. В составе района 11 сельских округов и сам город. В 61 населённом пункте проживает 194 701 человек — около 47 национальностей и народностей.

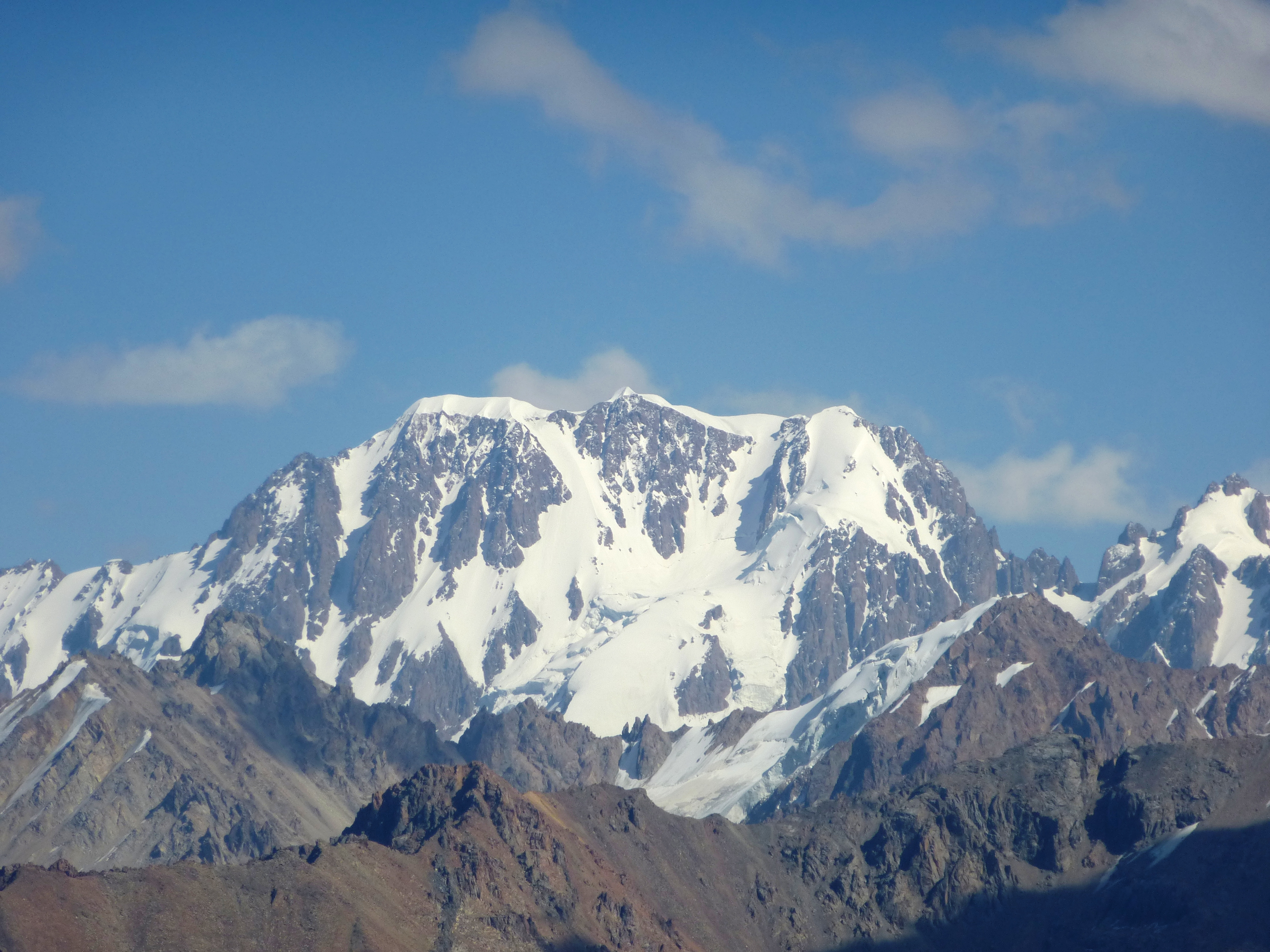
Пик Талгар

Величие первозданной природы гор производит неизгладимое впечатление. Пик Талгар высотой в 4 973 метров, который хорошо виден даже с Капчагайского водохранилища, пик Актау, Богатырь, ущелья Средний, Левый и Правый Талгар привлекают туристов и альпинистов не только из Казахстана, но и из других стран. Природное достояние Талгарского района — Иле-Алатауский государственный национальный природный парк. Здесь произрастает более 1 000 видов растений. Животный мир охраняемой территории невероятно богат и разнообразен. По данным исследователей, на территории заповедника обитает 38 видов млекопитающих, 200 видов птиц, 900 видов насекомых. 22 вида животных и 28 видов растений занесены в Красную Книгу Казахстана.

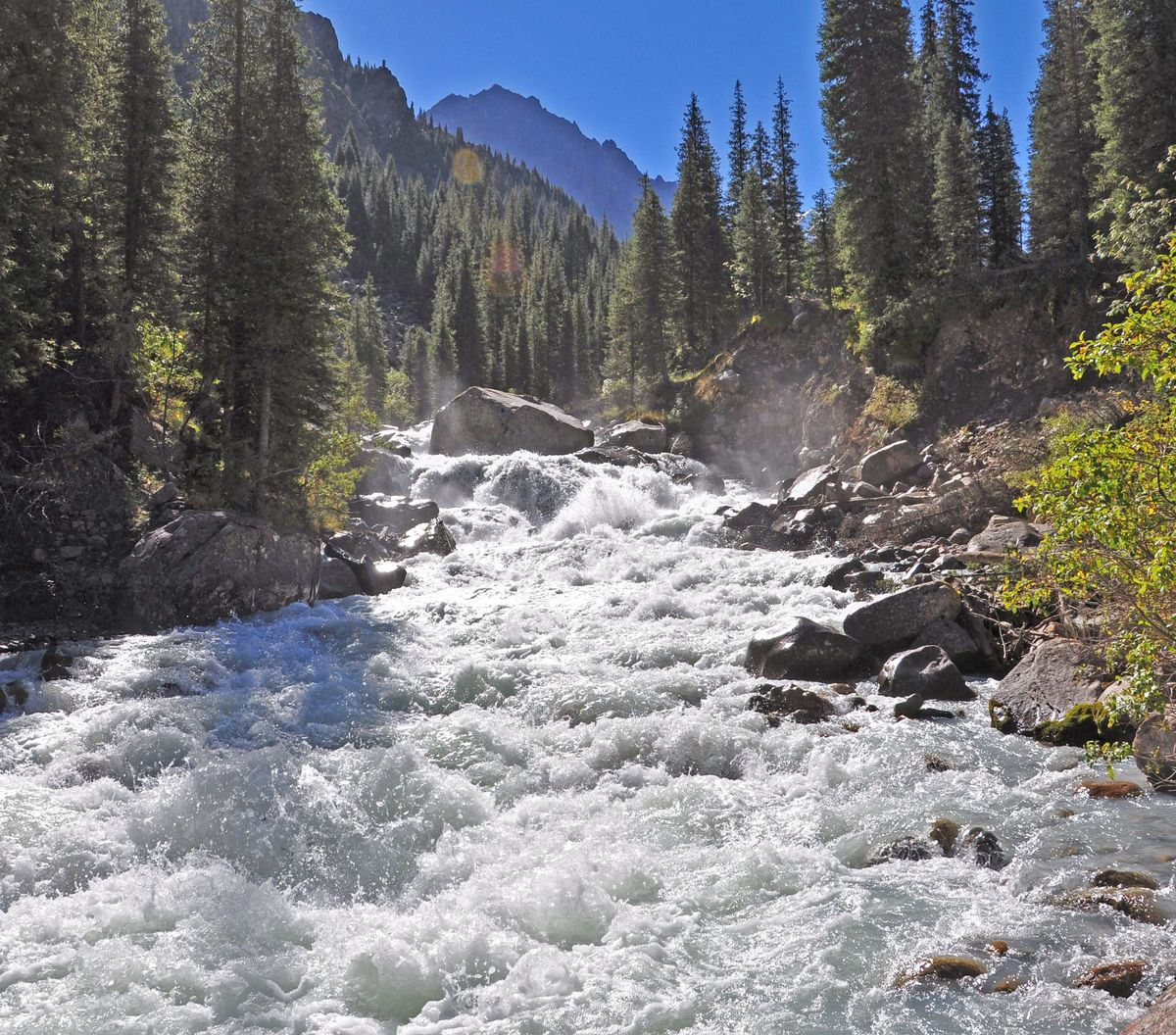

Река Талгар берёт начало в Талгарском леднике, образуется слиянием рек Левый Талгар и Правый Талгар и впадает в Капчагайское водохранилище.
Плотина, построенная на реке, трижды спасала город Талгар от разрушительных селевых потоков.

### Климат
Климат в городе резко континентальный с жарким летом и холодной зимой, со значительными колебаниями в температуре не только между сезонами, но и между временами суток. Солнечных дней в Талгаре много: до 1596 часов в год. Также в году насчитывается до 151 дней без заморозков. Уровень температурного колебания воздуха варьируется на различных высотах: при подъёме на более чем 1400 метров выше уровня моря средняя ежегодная температура воздуха понижается на 0,66 ° каждые 100 метров.

## История

### Средневековый период

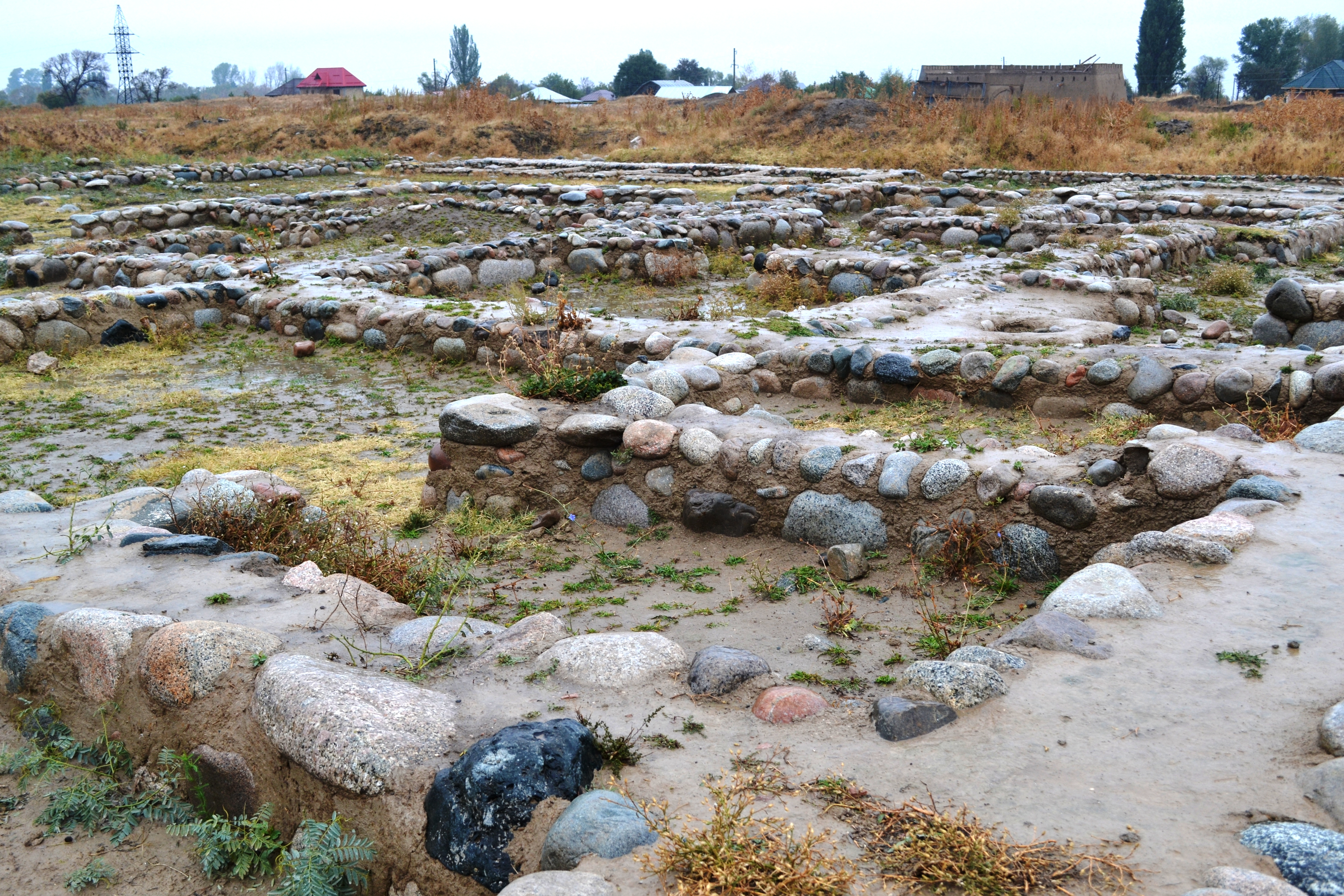
Городище Талгар

В письменных источниках впервые упоминается в 982 году в географическом трактате неизвестного автора «Худуд аль-алам» («Границы Мира»), под именем Талхиз (Тальхиз). Общепринято тождество Талхиза с городищем Талгар, одним из крупнейших средневековых городов Илийской долины.
Площадь укреплённого участка (четырёхугольника с длиной сторон около 300 м) составляла примерно 9 га, по углам вала и по периметру имелись башни за валом — ров. В середине юго-западной и северо-восточной стен имелись два въезда, соединённые дорогой, которая делила город на две приблизительно равные части. К укреплённой части города примыкали иные постройки торгово-ремесленного и сельскохозяйственного характера.
По археологическим раскопкам удалось установить, что город начал формироваться в конце VIII—IX веках, наиболее интенсивное его развитие пришлось на X — начало XIII веков, в нём были развиты кузнечное, металлообрабатывающее, гончарное, стекольное, косторезное ремёсла, строительное дело. По вскрытым усадьбах видно, что они состояли из жилой части (4-6 и более помещений) и двора. В жилых комнатах имелись тандыры для обогрева и приготовления пищи, в том числе лепёшек. В большинстве домов имелись зернохранилища площадью от 32 до 75 м². Внутри примыкающих к домам дворов, обнесённых каменными и глинобитными заборами, устраивали загоны для овец и коз, конюшни, сараи для коров. Таким образом, известно, что жители Талхира занимались скотоводством и земледелием. Последнее преобладало, что очень характерно для этих мест. Особенно было развито выращивание пшеницы и садоводство — культивирование яблок, урюка, винограда. Выгодное расположение на Шёлковом пути способствовало развитию ремесленничества и как следствие торговли, о чём свидетельствуют находки на местах археологических раскопок. Наличие шлаков и кусков руды в большом количестве позволяет сделать вывод о выплавке в городище железа.

### Туризм
Каждый год в Талгар приезжают около 500 иностранцев (в частности из Великобритании, США и Словении), и чаще всего останавливаются на лыжные развлечения в Ак-Булаке. Также в Талгаре расположен единственный пятизвёздочный отель в Алматинской области, гостиница «Ак-Булак», куда каждый месяц приезжают 15-30 человек из России, Украины, Великобритании и других стран.

### В составе Российской империи

Пулемётная команда, сформированная после боя под Талгаром в 1918 году

После основания укрепления Верное (ныне Алма-Ата) в феврале 1854 года, по решению местных властей вокруг него было заложено несколько казачьих станиц для укрепления восточных границ Российской империи. Это станицы Надеждинская (ныне Есик), Любавинская (ныне Каскелен) и Софийская (ныне Талгар). Закладка станицы Софийской относится к февралю-марту 1858 года, когда хорунжий Жеребятьев с 24 семьями сибирских казаков на правом берегу реки Талгар основал первые постройки поселения.

### Советский период

Строительство моста через реку Талгар. 1920-е годы

В 1928 году был образован Талгарский район, административным центром которого стал Талгар. В 1918 г. станица Софийская переименована в село Мураево, а через год в станицу Талгар. 
С 22 декабря 1959 года Талгар стал городом районного подчинения, с января 1965 по 1998 годы — областного значения. До 1969 года он являлся центром Илийского района, а с мая 1969 года — Талгарского района.
Первая комсомольская ячейка была организована в1919 году, первыми вожаками которых были Иван Студенин и Сергей Жданков, впоследствии первый Почетный Гражданин города.
Калининский сельский округ (ныне Туздыбастауский) образован в 1933 году, его история связана с колхозным движением страны. Дзержинский сельский округ образован в 1964 году.
В послевоенные годы колхоз возглавлял Герой Социалистического Труда Василий Дмитриевич Дидковский, в 1970-е годы Герой Социалистического Труда Иван Павлович Скворцов.
Отражением переустройства села является история колхоза им. Мичурина (ныне ПК им. Абдугулова). В 1939 году на месте полевого стана колхоза «Веселая жизнь», отделившегося от колхоза «Луч Востока», было заложено село Веселое (ныне Бельбулак). Почти четверть века колхоз возглавлял депутат Верховного Совета СССР, депутат Верховного Совета Казахской ССР, Герой Социалистического труда, участник Великой Отечественной войны Абдугулов Капиза.
В 1929 году был создан колхоз «Горный Октябрь», председателем которого был избран рабочий 25-ти тысячник Аркадий Мельников. В 1933 году хозяйство переименовано в Горный Гигант.
В 1929 году создан колхоз «Кзыл-Гайрат» (ныне АО «Кайрат»). Первым председателем его был избран самый грамотный житель села Зияп Газиев, затем Сулейман Аюпов. Более 20 лет колхозом руководил Каким Тазабеков.
Совхоз им. Панфилова был организован в 1930 году, как хозяйство краевого Союза сельскохозяйственной кооперации. В начале он назывался Байсерке. С 1968 года совхоз «Панфиловский». После приватизации хозяйство именуется АО Племхоз Панфиловский.
Совхоз им. Томаровского Панфиловского округа (ранее — совхоз Алматинский) был организован в 1930 году. На том месте, где сейчас находится центральная усадьба, располагался Караван Сарай. Коллектив совхоза многонационален. Многие его труженики отмечены высокими Правительственными наградами. Среди них 11 человек носят звание Героев Социалистического труда, 40 награждены орденом Ленина, 8 человек — орденом Октябрьской Социалистической Революции, 80 человек — орденом Трудового Красного Знамени, 8 человек — орденом Дружбы народов. В 1986 году хозяйству присвоено имя его организатора и бессменного руководителя, Героя Социалистического Труда Петра Федоровича Томаровского.
Фрунзенский сельский округ (ныне Нуринский) образован в 1951 году. Расположенный на его территории совхоз «Джетыгенский» — откормочный пункт считался крупнейшим предприятиям механизированного ведения животноводства в Казахстане.
27 сентября 1929 года в Талгаре была создана коммуна «Интернационал», а ныне СХПК Племзавод «Алматы». 
В 1929 году коммунары получили первый трактор «Фордзон», что стало значительным событием для жизни станицы. Со дня организации хозяйства и до его разделения в 1972 году хозяйством руководил Герой Социалистического Труда Леонид Степанович Манько. Сейчас его дело продолжает Почетный Гражданин Алматинской области, депутат областного Маслихата, Кавалер Ордена «Парасат» Анатолий Иванович Смыков.
Первая сельскохозяйственная артель образовалась в 1924 году и называлась «Труд». Затем возникли «Красный Орлы», «Заря Революции». Первая промысловая артель называлась «Труд инвалидов», созданная в 1931 году.
С целью возрождения былой славы знаменитого Алматинского апорта за счет земель предгорной зоны колхоза Алма-Ата в 1975 году был организован колхоз им. Т. Рыскулова.
Одним из первенцев промышленного производства была Талгарская швейная фабрика организованная в 1928 году в виде артели «Объединения».
Интенсивное развитие промышленного производства в районе произошло в 1960 годы. В 1967 году организованы ремонтно-механические мастерские, на базе которых в 1972 году организован Талгарский экспериментальный литейно- механический завод. В мае 1979 года был основан завод «Зергер» затем преобразованный в «Катализатор». Первое автотранспортное предприятие общего пользования -Талгарское АТП создано в 1969 году. 
В октябре 1967 года на базе небольшой автоколонной был организован автобусный парк для перевозки пассажиров, в настоящее время реорганизован в АО «Автобусный парк». Интенсивное развитие экономики города и района потребовало развития средств связи. 
Первый канал электросвязи Алматы-Талгар-Иссык-Чилик -Чунджа-Кульджа-Пекин появился в послевоенные 1946—1947 годы, в начале 1950 годов было три канала.
В 1931 году в целях обеспечения охраны всего природного комплекса в Центральной части Заилийского Алатау был организован государственный заповедник, центр которого с 1967 года находится в г. Талгаре. 
Заповедник занимает 74 тыс. гектаров территории. По данным исследователей на территории заповедника обитает 38 видов млекопитающих, 200 видов птиц, 900 видов насекомых, 22 вида животных и 28 видов растений (они занесены в Красную Книгу Казахстана).
Г.Талгар — это молодёжный город, большую часть населения которого составляет студенческая молодежь. 
В 2010 году исполнилось 92 года Талгарскому сельскохозяйственному техникуму, образованному в 1918 году, как Семиреченское среднее сельскохозяйственное училище на базе Верненской низшей сельскохозяйственной школы. 
В 1934 году училище перебазировано из Верного в г. Талгар и с 1936 года слившись с Талгарской школы по защите растений стало именоваться Талгарским сельхозтехникумом. 
В настоящее время сельхозтехникум именуется как колледж агробизнеса и менеджмента им. Б. Бейсебаева. 
В 1937 году была открыта областная школа медицинских сестер. 
В 1954 году школа преобразована в Талгарское медицинское училище, в данное время медицинский колледж.
За 62 года училище подготовила более 10 тысяч специалистов для учреждений здравоохранения области и Республики.
Первая общеобразовательная средняя школа образована в 1934 году носящее имя своего первого директора, участника ВОВ, генерал-майора И. Ф. Халипова. 
Среди его выпускников Герой Советского Союза Н. В. Бедренко. Более 50-ти лет в данной школе проработал учителем математики Павел Матвеевич Коваленко — заслуженный учитель Республики Казахстан, Почетный Гражданин города. В настоящее время в 42 общеобразовательных школах обучается более 25,3 тысяч учащихся.
Одно из старейших предприятий республики по производству пищевого спирта — Талгарский спиртовой завод — было основано в 1886 году купцом первой гильдии Никитой Яковлевичем Пугасовым. 
Это одно из немногих предприятий города, процветающих и работающих на полную мощность по сей день. 
Все 133 года завод работает по классической технологии получения этилового спирта из зерновых культур. 
По своим качественным характеристикам продукция предприятия превосходит аналоги как в Казахстане, так и за рубежом. Основные потребители талгарского спирта — медицинские и фармацевтические учреждения, ликёро-водочные заводы, производящие элитные водки и крепкие алкогольные напитки.
В 1888 году в станице Софийской купец Пугасов построил кожевенный завод, который в 1918 году был национализирован. В 1926 году на базе этого завода создана артель «Большевик», переименованная позже в артель «Красный овчинник», где были налажены коже-сыромятное, кожевенно-обувное, овчинно-шубное, сапоговаляльное производство, а также ремонт и индивидуальный пошив обуви. 
В 1935 году было освоено пимокатное и лесопильное производство.
Во время Великой Отечественной войны в городе базировалось эвакуированное из Рязани Рязанское Артиллерийское Училище.
В 1958—1959 годах на базе артели «Красный овчинник» была создана кошмоваляльная фабрика, которая стала производить до 2 000 тонн юртового войлока в год.
Свой отпечаток в истории района оставили годы Великой Отечественной войны. В в июле — августе 1941 года в Талгаре формировался 1073-й стрелковый полк знаменитой 316-й стрелковой дивизии, впоследствии переименованной в 8-ю Гвардейскую Панфиловскую.
Интенсивное развитие промышленного производства в Талгаре произошло в 60-е годы. В этот период были открыты ремонтно-механические мастерские, на базе которых позднее организован Талгарский экспериментальный литейно-механический завод; завод «Зергер», затем преобразованный в «Катализатор»; первое автотранспортное предприятие общего пользования — Талгарское АТП; автобусный парк для перевозки пассажиров, в настоящее время реорганизованный в АО «Автобусный парк».
В 1990-х из-за развала предприятий теплоснабжение в домах было отрезано. Люди отапливались печками-буржуйками и выводили на улицу трубы, которые стоят по сей день.

### Нынешнее время
С распадом Советского Союза, как, впрочем, и во всех городах Казахстана, предприятия в Талгаре стали закрываться одно за другим — в провинциальный городок пришла безработица. Многие немцы и греки выехали на историческую родину. Большая часть населения потянулась в поисках работы в Алматы, кто-то занялся торговлей, кто-то — частным извозом.
— Мои предки по матери — все казаки, и с Талгаром у меня много что связано. Конечно, в советское время город был другим: все предприятия работали, по городу ходили автобусные маршруты, тротуары были, фонари горели на каждой улице, а сейчас — только на центральной, где акимат.
Кинотеатра в городе нет. С детьми погулять негде — на весь город два надувных батута. В плане досуга молодёжи у нас негде развлечься. В основном все в город ездят. Некоторые в парке на лавочке пиво пьют.
Городок неспокойный в криминальном плане. Но в последние два года вроде тише стало, — рассказывает житель Талгара Владимир, который любезно согласился провести для меня экскурсию по городу. — С работой тоже не очень… 85 % жителей работает в Алматы. Оставшиеся 15 % — кто на базаре торгует, кто таксует. В 90-х годах много народа уехало, и сейчас русскоязычное население продолжает уезжать активно, но зато появилось много приезжих — оралманов, каракалпаков.
VOX: Смог бы ты поменять Талгар на большой город?
— Я много где был — и в Европе, и в России, — но придерживаюсь старой поговорки: «Где родился, там и пригодился». Мне наши горы нравятся, и ради гор здесь стоит жить.
Я думаю, что постепенно мы придём к цивилизации. Недавно нам газ провели. Автобусные маршруты, которые не действовали с начала двухтысячных, теперь пустили.
——————————————————————————————————————————————————————————————————————————————————
Александр Ефанов, житель Талгара:
— Мы приехали с семьёй в Талгар в 1974 году. Это был совсем другой городишко — с тротуарами, хорошими дорогами.
VOX: Вам нравится Талгар сейчас?
— Хороший, компактный городок. Люди здесь добрые. И от Алматы близко. Одно плохо — слабые дороги и нет работы. Сейчас мужчины работают в основном в Алматы: в охране, на стройках… Вы утром посмотрите, сколько у нас на мосту людей голосует, а сколько частных машин выезжает из города!
VOX: Есть ли будущее у Талгара?

— Помните, несколько лет назад была разработана программа развития малых городов? Так вот, у нас ничего нет. Всё так и заглохло. Нам производство надо открывать. Дороги у нас слабые.
В настоящее время в Талгаре действуют компания по производству полуфабрикатов Baron Food, фабрика по изготовлению мебели из металла и пластмассы ZETA, фабрика по производству одежды GLASMAN, Талгарский трикотажный комбинат, Талгарский кирпичный завод, опытно-экспериментальный завод «Зергер», фабрика «Казахстан Тексти Лайн» и другие мелкие предприятия.
12 июня 2022 года акимом г. Талгар был избран Бахыт Куришбеков. Он победил на выборах акима города, получив 47,7% голосов избирателей при явке 23,7%.
В ночь на 4 октября 2024 года произошло убийство 16-летнего Шерзата Болата. Группа злоумышленников не захотев расплатиться за пиво устроили драку с продавцом, в результате зарезав ножом 16-летнего сына продавца. Есть мнение, что преступники являются детьми высокопоставленных чиновников города Талгар, из-за чего силовики всячески препятствуют объективному началу следствия. Из 13 нападавших задержано семь. После этого аким города Талгара Бахыт Куришбеков и его заместитель Матан Сагындык были освобождены от занимаемых должностей.

### Предприятия района — открытие новых производств
Активно в Талгарском районе развивается малый и средний бизнес. Руководство района остановилось именно на открытие новых производств.
Одним из предприятий, открытых в Талгарском районе недавно, стало ТОО «Артпрайм Казахстан». Данное предприятие занимается производством и реализацией травмобезопасных напольных покрытий (резиновой плитки и резиновых бесшовных покрытий) на казахстанском рынке с начала 2015 года. Ровно через год, весной 2016 года, производственная линия была существенно модернизирована и производство вновь запущено в Талгарском районе Алматинской области близ поселка Бельбулак. За первый год работы реализовано более 10 тыс. кв м резиновой плитки в Алматы и других городах Казахстана.
По словам первого руководителя, в последнее время спрос на покрытия из резиновой крошки стремительно растет, так как детские площадки с травмобезопасным покрытием становятся неотъемлемым атрибутом современных жилых комплексов, детских садов и учебных заведений, модернизируются парковые зоны городских улиц. Это дает стимул к выходу на более высокий уровень производства и реализации продукции. В настоящее время модернизированная линия технологического оборудования позволяет производить экологически чистые травмобезопасные напольные резиновые покрытия в объёме до 4 тыс. кв. метров готовой продукции в месяц. При введении дополнительной смены возможно увеличение мощности производства. Сегодня данное предприятие является крупнейшим в Казахстане по производству резиновой плитки.
Ещё один завод, который во время выездного брифинга посетили журналисты — ТОО «Keruen Plus». Данный завод был запущен в прошлом году как производитель ПВХ-профилей, труб и фитингов. Объём инвестиций на тот момент составил 4 000 000 долларов США с созданием 100 рабочих мест.
Проводя экскурсию, сотрудники завода отметили, что особенностью завода является полная автоматизация подачи сырья на линии.
«Кроме того, мы с гордостью заявляем, что мы первый и в настоящее время единственный завод в Казахстане, который не использует свинец в производстве ПВХ-изделий, вместо свинца используется цинк. ПВХ-изделия без свинца особенно рекомендуется использовать для детских садов, школ и больниц. Наши производственные линии оборудованы по последним европейским технологиям. В настоящее время запущено пять линий ПВХ-профилей, две высокопроизводительные линии по трубам и пять термопласт-автоматов, которые формируют фитинги к трубам. При производстве мы используем только европейские добавки, которые уже нашли признание у производителей. Нашей главной целью является создание казахстанского бренда ПВХ профилей, труб и фитингов, который будет известен на территории СНГ, а в будущем и во всем мире», — поделились работники завода.
Ещё одной гордостью района стало ТОО «BARON FOOD». Предприятие было создано в 2013 году. Его организатором и учредителем является Сергей Калинин. Компания занимается производством и реализацией замороженных полуфабрикатов. Производственная мощность — 700 тонн в год.
Особенностью предприятие стало и то, что у него есть собственные крестьянские хозяйства, где выращиваются овощи для последующей переработки. А значит, производитель может гарантировать, что в его продуктах нет никаких нитратов и пестицидов. Рынком сбыта для ТОО «BARON FOOD» стал не только Казахстан, но и Россия.
Также Талгарский район активно участвует во всех государственных программах. С каждым годом жители района отмечают, что жизнь в родных селах улучшается.

## Образование и здравоохранение
В г. Талгар в сфере образования имеются: 10 средних школ, казахско-турецкий лицей, 5 детских садов, 5 колледжей (медицинский, педагогический, экономический, юридический, агробизнеса и менеджмента), № 4 профессионально-технический лицей. В сфере образования: всего — 5 учреждении: Управление государственного санитарно-эпидемиологического надзора по Талгарскому району, центральная районная больница, Талгарская районная больница на 150 коек с поликлиникой на 300 посещении в смену, туберкулезный диспансер, Алматинский областной центр психического здоровья и наркологических расстройств. В городе имеется 10 средних школ, 5 детских садов. Казахско-Турецкий лицей, профессионально-технический лицей № 4, 5 колледжей: медицинский, педагогический, гуманитарно-экономический, юридический, агробизнеса и менеджмента.
Талгарский колледж агробизнеса и менеджмента — одно из старейших учебных заведений не только в Талгаре, но и во всей республике. Он был основан в 1918 году. В 2018 году колледж отметил вековой юбилей.

## Школы и детские сады
Первыми объектами посещения Региональной службы коммуникаций стали новые школы, которые были построены в Талгарском районе, в аулах Бесагаш и Бельбулак.
Так, средняя школа в селе Бесагаш рассчитана на 600 учеников. На её строительство два года назад было выделено более 1 млрд тенге из республиканского и местного бюджетов.
Сейчас в школе учащиеся сидят в светлых просторных кабинетах, оборудованных по последнему слову техники. Есть также оснащённая швейная мастерская для девочек и мастерская для работы с деревянными и металлическими предметами для мальчиков. При школе также открыт мини-центр «Болашақ» на четыре группы.
Ещё одна общеобразовательная средняя школа села Бельбулак была построена в 1957 году, и к основной школе требовалась пристройка. По программе «Нұрлы жол» к данной школе начата пристройка на 600 мест. На сегодняшний день на объекте полным ходом идут строительные работы.

| №  | Название школы          | Адрес                   | Район      | Ф. И.О. директора   | Кол-во детей | Классы обучения |
| 1  | СШ № 1 им. Халипова     | ул. Пушкина, 90         | г. Талгар  | Апшуберов Е.А       | 956          | 1-11            |
| 2  | СШ № 2 им. С.Сейфуллина | ул. Лермонтова, 48      | г. Талгар  | Укеева Р.Т          | 1112         | 1-11            |
| 3  | СШ № 3 им. Абая         | ул. Абая, 89            | г. Талгар  | Жакашева Г.А        | 1358         | 1-11            |
| 4  | СШ -лицей № 4           | ул. Шевцова б/н         | г. Талгар  | Шаншарова ВК.       | 600          | 1-11            |
| 5  | СШ № 5                  | ул. Севастопольская,2   | г. Талгар  | Сапакова Н. А.      | 514          | 1-11            |
| 6  | СШ № 6 им. Ж.Жабаева    | ул. Карасай батыра, б/н | г. Талгар  | Боранбаева М. Н.    | 1192         | 1-11            |
| 7  | СШ -лицей № 7           | ул. Жастар,15           | г. Талгар  | Агильская Т. А.     | 555          | 1-11            |
| 8  | СШ -гимназия № 8        | ул. Гагарина,31         | г. Талгар  | Ошакбаева Г. Д.     | 1100         | 1-11            |
| 9  | СШ № 9 им. Т.Рыскулова  | ул. Рыскулова,38а       | г. Талгар  | Адильбекова А. З.   | 375          | 1-11            |
| 10 | СШ № 10                 | ул. Школьная,16         | Талгарский | Баракова Р. Х.      | 783          | 1-11            |
| 11 | СШ № 11                 | ул. Центральная,34      | Талгарский | Кунсакалова Ж       | 244          | 1-11            |
| 12 | СШ № 12                 | ул. Школьная б/н        | Талгарский | Конырбаева А.Б      | 577          | 1-11            |
| 13 | СШ № 14                 | ул. Ленина б/н          | Талгарский | Саргожаев К. Н.     | 313          | 1-11            |
| 14 | СШ № 15                 | ул. Школьная, 2         | Талгарский | Алигожаева Г. М.    | 515          | 1-11            |
| 15 | СШ № 16 им. Т.Рыскулова | ул. Бокина,2            | Талгарский | Бекбосынов М. Р.    | 423          | 1-11            |
| 16 | СШ № 17                 | ул. Темирязева,9        | Талгарский | Тифанциди Н. А.     | 933          | 1-11            |
| 17 | СШ № 18                 | ул. Новая,5             | Талгарский | Марипова З.         | 280          | 1-11            |
| 18 | СШ № 19                 | ул. Школьная б/н        | Талгарский | Накеев Б. Р.        | 974          | 1-11            |
| 19 | СШ № 20                 | ул. Мичурина,36         | Талгарский | Нусипбаева Г. О.    | 266          | 1-11            |
| 20 | СШ № 21                 | ул. Кисикова, б/н       | Талгарский | Айтбаев К. К.       | 1206         | 1-11            |
| 21 | СШ № 22                 | ул. Новосельская, 1     | Талгарский | Идрисова Р. Т.      | 551          | 1-11            |
| 22 | СШ № 23                 | ул. Гагарина б/н        | Талгарский | Оспанова А.Ж        | 560          | 1-11            |
| 23 | СШ № 24                 | ул. Сапарова            | Талгарский | Рахметов Р.Е        | 745          | 1-11            |
| 24 | СШ № 25                 | ул. Наурызбай,3         | Талгарский | Мушрапилова З. Т.   | 395          | 1-11            |
| 25 | СШ № 26                 | ул. Центральная,5       | Талгарский | Абильгазинова Г. Т. | 591          | 1-11            |
| 26 | СШ № 27                 | ул. Алматинская, 8      | Талгарский | Шарипбаева Р. Б.    | 82           | 1-9             |
| 27 | СШ № 28                 | ул. Кудайбергенова,3    | Талгарский | Абдыкалыкова Ж. К.  | 1049         | 1-11            |
| 28 | СШ № 29                 | ул. Ломоносова,15       | Талгарский | Бекшин Ж.Б          | 1325         | 1-11            |
| 29 | СШ № 30                 | ул. Самен батыра, 18    | Талгарский | Аканова А.          | 346          | 1-11            |
| 30 | СШ № 31                 | ул. Жылкыбай,152        | Талгарский | Тореали П.У         | 1850         | 1-11            |
| 31 | СШ № 32                 | ул. Алиева              | Талгарский | Жаксыбаева М. С.    | 508          | 1-11            |
| 32 | СШ № 33                 | ул. Уалиханова,1        | Талгарский | Муканов М. К.       | 692          | 1-11            |
| 33 | СШ № 34                 | ул. Маметова, 1         | Талгарский | Ибраимов К.         | 591          | 1-11            |
| 34 | СШ № 35                 | ул. Маметова, 2         | Талгарский | Нұрбатырова А. А.   | 703          | 1-11            |
| 35 | СШ № 36                 | ул.центральная          | Талгарский | Карибаева Г. И.     | 1089         | 1-11            |
| 36 | СШ № 37                 | ул. Омарова,13          | Талгарский | Тоғызбаев Е. Д      | 556          | 1-11            |
| 37 | СШ № 38                 | ул. Центральная,11      | Талгарский | Абаканова А. К.     | 721          | 1-11            |
| 38 | СШ № 39                 | ул. Шоссейная, б/н      | Талгарский | Нурғазиева Г. Н.    | 220          | 1-9             |
| 39 | СШ № 40                 | с. Киши Байсерке        | Талгарский | Кошкарбаева Б. А.   | 141          | 1-4             |
| 40 | СШ № 41                 | с. Еламан               | Талгарский | Мырзалимова А.      | 81           | 1-4             |
| 41 | СШ № 43                 | ул. Интернациональная   | Талгарский | Мухаметжанова К. С. | 58           | 1-11            |
| 42 | СШ № 44                 | ул. Центральная,1       | Талгарский | Садвакасова К. А.   | 165          | 1-9             |
| 43 | СШ № 49                 | ул. Некрасова 183 б     | г. Талгар  | Асанова А.М         | 388          | 1-11            |

## Улицы
Через город проходит местная дорога «Запад-Восток» Р-17, севернее её проходит «Приканальная дорога» КВ-49 (АЛ-57), на север — КВ-47 (АЛ-55), на юг — КВ-45 (АЛ-53), на восток — КВ-48 (АЛ-56), на запад — Р-48, с южной стороны объездная трасса АЛ-51 или КВ-44.